# Damernas dubbelsculler i rodd vid olympiska sommarspelen 1988
Damernas dubbelsculler i rodd vid olympiska sommarspelen 1988 avgjordes mellan den 19 och 24 september 1988.

## Medaljörer
| Gren          | Guld                                    | Silver                                                     | Brons                                            |
| Dubbelsculler | Birgit Peter och Martina Schröter (GDR) | Elisabeta Oleniuc-Lipă och Veronica Cogeanu-Cochelea (ROU) | Violeta Ninova-Yordanova och Stefka Madina (BUL) |

## Resultat

### Final
| Placering | Roddare                                              | Land          | Tid     |
| --------- | ---------------------------------------------------- | ------------- | ------- |
| 1         | Birgit Peter och Martina Schröter                    | Sovjetunionen | 7:00,48 |
| 2         | Elisabeta Oleniuc-Lipă och Veronica Cogeanu-Cochelea | Rumänien      | 7:04,36 |
| 3         | Violeta Ninova-Yordanova och Stefka Madina           | Bulgarien     | 7:06,03 |
| 4         | Marina Zjukova och Marija Omelianovjtj               | Sovjetunionen | 7:12,67 |
| 5         | Guo Mei och Cao Mianying                             | Kina          | 7:18,69 |
| 6         | Monica Havelka och Cathy Thaxton-Tippett             | USA           | 7:21,28 |